# New Life
"New Life" é uma canção da banda inglesa Depeche Mode. Foi lançado como single em 20 de fevereiro de 1981. O lado B é a canção "Shout!", que encontrou-se tanto como um single e na versão CD de 1988. Chegou ao primeiro lugar na parada de singles independentes do Reino Unido.

## Faixas
7": Mute / 7Mute13 (GBR) & CD: Mute / CDMute13
1. "New Life (Album Version)" – 3:43
2. "Shout!" – 3:43
3. "New Life (Remix)" – 3:59
4. "Shout! (Rio Mix)" – 7:11

- O single foi relançado em 1991 no "Singles Box".

## Posição nas paradas musicais
| Parada                         | Melhor posição |
| ------------------------------ | -------------- |
| Irlanda (Irish Singles Chart)  | 22             |
| Reino Unido (UK Singles Chart) | 11             |